# Afrodíté
Afrodíté (starořecky Ἀφροδίτη, v češtině též Afrodita) je starověká řecká bohyně lásky, sexuality, plodnosti a krásy; vedle tohoto nejrozšířenějšího pojetí však může nabývat i zcela odlišných, nezřídka i nevyzpytatelných rysů. Jako jedna z nejvýznamnějších bohyní patří mezi dvanáct Olympanů. Vystupuje v celé řadě příběhů řecké mytologie a byla uctívána po celém řeckém, resp. antickém světě až do zániku pohanských kultů. V římském náboženství a mytologii je všeobecně ztotožňována s Venuší, v helénistickém kontextu někdy i s Isidou.
Kult Afrodíty u Řeků s největší pravděpodobností souvisí s původní syrskofénickou bohyní Astartou, která snad byla jejím předobrazem. Už v homérských textech je ovšem Afrodítin charakter zcela řecký a přes nedoloženost jejího jména v lineárním písmu B je možné, že byla uctívána již v mykénském období.
Tato bohyně se díky své kráse a kouzlům stala jednou z nejmocnějších bohyň, neodolali jí lidé ani bohové. Je manželkou boha Héfaista, avšak otcem jejích synů Foba, Deima a Eróta a dcery Harmonie je bůh války Árés. S bohem obchodu a pocestných Hermem má syna Hermafrodíta a s bohem moře Poseidónem další dva syny, Rhoda a Hérofila. Bohu vína Dionýsovi zplodila syna Priapa.
V antickém umění se stala snad nejčastěji zobrazovanou postavou, jak na mozaikách a vázových malbách, tak sochách a na reliéfech. Nejstarší reliéfní zobrazení Afrodity lze spatřit na tzv. Trůnu Ludovisi z roku 460 př. n. l., kde se vynořuje z mořské pěny. Nejznámějšími sochařskými znázorněními jsou Praxitelova Afrodita Knidská ze 4. století př. n. l. a Afrodita Mélská (známější jako Venuše Mélská) z let 130 – 100 př. n. l., která je k vidění v pařížské galerii Louvre.
Starověcí Řekové jí zasvětili několik zvířat: delfína, holubici, vrabce a vlaštovku, a také některé rostliny: mák, jablko, granátové jablko, myrtu a růži.

## Původ

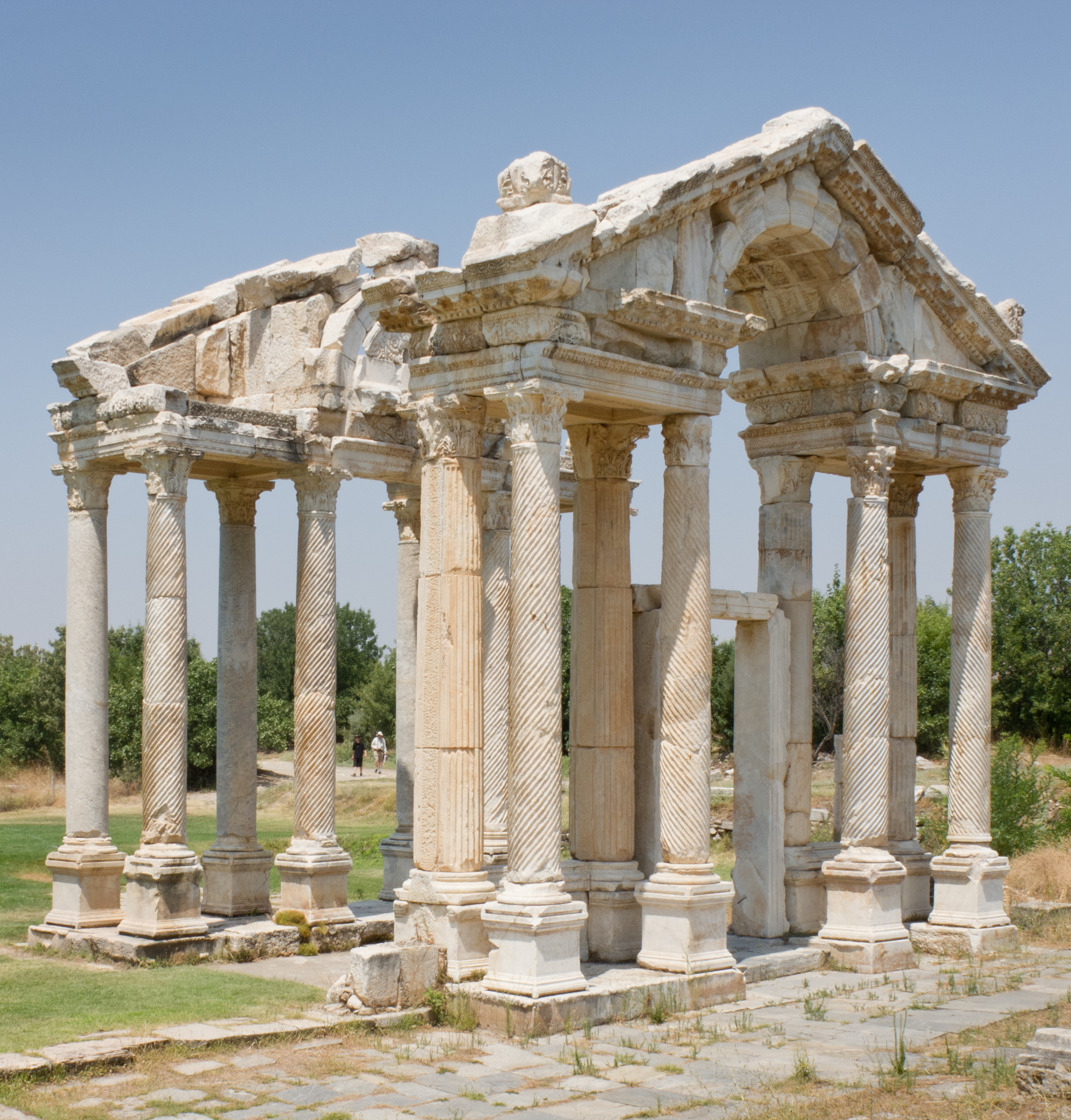
Tetrapyton zasvěcený bohyni Afroditě v maloasijském Afrodisiu

Podle současných studií byla Afrodita pravděpodobně bohyně maloasijského původu, která se vyvinula ze syrsko-foinické bohyně Astarty, jež měla původ v asyrsko-babylónské bohyni lásky, Ištar. Řekové jí převzali už v období krétsko-mykénské civilizace přes ostrov Kypr a Kythéru, kde také byla nejvíce uctívána. Bohyni Afroditě zasvětili myrtu, růži, jablko, holubici, delfína, vlaštovku a lípu. Také jí bylo vystavěno mnoho chrámů po celém Řecku. Později se její kult rozšířil do starověkého Říma, kde byla ztotožněna se staroitalskou bohyní jara, Venuší. Mezi její slavné římské chrámy patří například chrám Venuše Roditelky a chrám Venuše a Romy v Římě. Afroditin kult byl vytlačen křesťanstvím.

## Legendy

### Zrození

Zrození Venuše od Sandra Botticelliho, 1485

Řečtí autoři se v Afroditině původu neshodují. Podle Homéra byla dcerou boha Dia a bohyně deště Dióny. Podle básníka Hésioda se zrodila z mořské pěny oplodněné genitáliemi boha nebe, Urana, které mu uřízl a do moře odhodil jeho syn Kronos. 
| „          | Vynořila se bílá pěna z masa nesmrtelného tvora a v ní rostla krásná dívka. | “ |
| — Hésoidos |                                                                             |   |

Afrodita byla vyvržena mořem na ostrově Kypru. Na Kypru je tradičně místem zrození bohyně pláž Petra tou Romiou ve městě Pafos nedaleko od její novodobé bronzové sochy Sol Alter.
Její jméno pochází z řeckého aphros (mořská pěna), někdy se Afroditě říká Aphrogenia (Z pěny narozená). Na základě této události nesla přídomek Anadyomené – „vynořující se“.

### Milenecký vztah s bohem války Areem

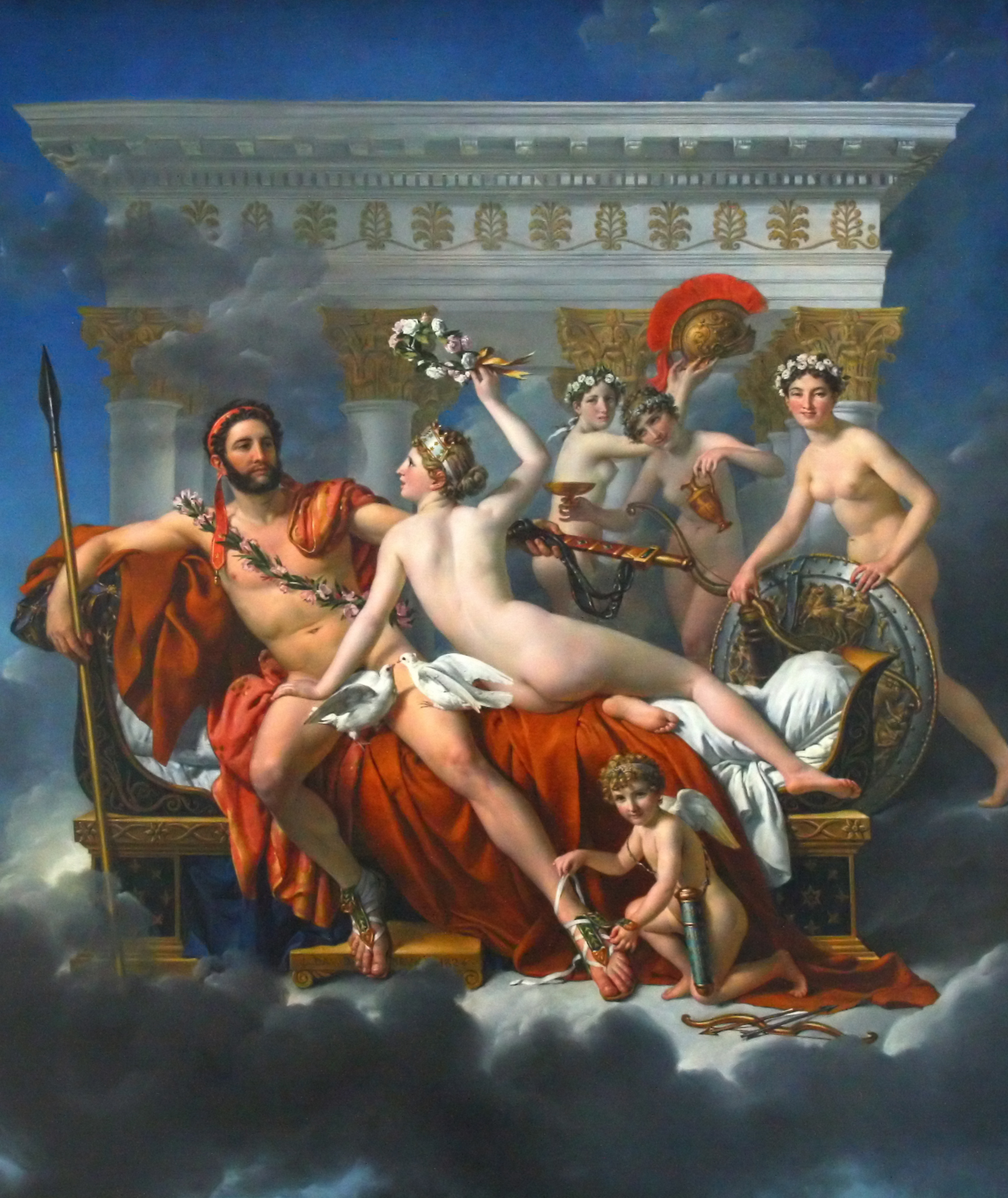
Milenecký vztah Afrodity a boha války Área zachytil Jacques-Louis David roku 1824

Afrodita byla Diem provdána za kulhavého boha ohně Héfaista. Héfaistos byl do Afrodity zamilovaný, ale jeho družka mu lásku neopětovala. Nemohla se smířit s manželovým vzhledem. Namísto toho trávila noci milostnými radovánkami s bohem války Areem, mužem s pohlednou tváří a silným, statným a vypracovaným tělem.
Pokaždé když Héfaistos opustil dům, odešla bohyně za milencem. Dlouho by je nikdo z ničeho nepodezíral, dokud je Hélios, bůh slunce, nespatřil v Areově paláci přímo při činu. Okamžitě o tom informoval Héfaista, který si i přes ohromný vztek na svou milovanou ženu dokázal uchovat chladnou hlavu a vymyslel plán, jak milence přistihnout a obvinit je před všemi bohy.
Z bronzu Héfaistos ukoval nezničitelnou, avšak jemnou a hebkou síť, kterou potají připevnil na lože, ve kterých se spolu Afrodita a Áres milovali. Oznámil pak ženě, že odjíždí na ostrov Lémnos, kde rád trávil čas. Afrodita ihned do svého domu boha války pozvala. Héfaistos to moc dobře věděl a ve skutečnosti čekal na ráno, kdy se oba po noci plné rozkoše probudili a zjistili, že jsou uvěznění v síti.
Bůh kovář povolal všechny bohy ke spoutaným milencům a ukázal jim, jak mu je žena nevěrná. Po jejím otci Diovi (přinejmenším adoptivním) žádal, aby mu zaplatil tučné výkupné, jinak že bohyni nepropustí. Areovi dal stejnou nabídku. Zeus se Héfaistovi jen vysmál, ale Poseidon slíbil, že vše zaplatí. Při pohledu na nahou bohyni lásky se do ní totiž bezhlavě zamiloval. A ještě doufal v to, že Áres výkupné nezaplatí, aby si Afroditu mohl sám vzít za manželku, když se na ni manžel tak hněval.
Hermés, bůh pocestných a kupců, nad milenci prohlásil, že by mu nevadilo být pod třemi takovými sítěmi, jen kdyby měl Afroditu vedle sebe. Zcela tak situaci zesměšnil, takže byl Héfaistos nucen milence propustit, aniž by získal jediný peníz. A s Afroditou se taktéž nerozvedl, protože ji i přes její zálety stále miloval.
Afrodita byla potěšena vyznáním lásky jak od Poseidona, tak od Herma. A tak, i když byla stále vdaná, jako milence měla i nadále Area, strávila s oběma několik nocí. Bohu moře pak porodila dva syny, Rhoda a Hérofila. S Hermem zplodila Hermafrodíta, krásného potomka se znaky obou pohlaví, jak ženského, tak mužského.

### Afrodita a Psyché
Psyché byla velmi krásná mladá dívka. Byla natolik krásná, že jí lidé začali považovat za samotnou Afroditu, dokud se neujal názor, že ani Afrodita neoplývá takovou krásou a proto ji začali uctívat jako zcela novou bohyni. Jen málo věcí dokázalo Afroditu takto rozzuřit. Proto povolala svého syna Érota, aby se Psyché pomstil za ní. Měl ji svým šípem lásky zasáhnout tak, aby se zamilovala do toho nejhoršího muže na světě. Ale bůžek lásky už při prvním pohledu na Psyché věděl, že šíp vystřelit z luku nedokáže. Poprvé v životě tak matku neposlechl a luk i šíp schoval.
Éros byl do Psyché tak zamilován, že se ji rozhodl pojmout za manželku. Byla ovšem svázána jednou podmínkou. Nikdy se nesměla snažit zjistit, kdo je její manžel. Ale na naléhání sester Psyché toto nařízení porušila a v noci, když Éros spal, si ho prohlédla ve světle lampy. Jeho krása jí vzala dech a upustila lampu. Éros se náhle vzbudil, jak byl od lampy popálen. Beze slova roztáhl svá křídla a odletěl.
Psyché svého muže hledala dlouho, až jí v zoufalosti nezbylo nic jiného, než jít za jeho matkou Afroditou. Ta jí sice potvrdila, že Éros je u ní, ale nehodlala ji k němu pustit. Byla ochotná to udělat jen v případě, že by pro to Psyché splnila tři nemyslitelné úkoly. Milující dívka ani na okamžik nezaváhala a rozhodla se úkoly splnit.
Nad Psyché se při plnění nemožných úkolů vždy někdo slitoval. Když byla posazena před hromadu nejrůznějších luštěnin, aby je roztřídila každé zvlášť, dostalo se jí pomoci od mravenců. Když měla do misky nabrat vodu z černého pramene, který spadal přímo do podsvětí, svou pomoc jí poskytl orel. Poslední úkol byl nejtěžší. Psyché stála před cestou do podsvětí za jeho vládkyní Persefonou, aby od ní přinesla pro Érota kouzelnou mast, která měla zhojit jeho popáleninu od lampy.
Jak se ale bylo možné dostat do podsvětí, do říše mrtvých? Jedině snad tak, že by si Psyché vzala život. Ale když vylezla na vysokou věž, aby se z ní vrhla, poradila jí věž, aby se vydala k bráně podsvětí s dvěma zlatými penízky a dvěma koláči. Peníze darovala převozníku Cháronovi za převoz tam a zpět, koláče tříhlavému psu Kerberovi za to, že jí nechal projít. Psyché se tak od Persefony vrátila s krabičkou s léčivou mastí. Splnila tak i poslední úkol a Afrodita byla spokojena. A svolila tedy, když Zeus Psyché daroval nesmrtelnost a s Érotem ji znovu provdal.

### Láska k Adonisovi

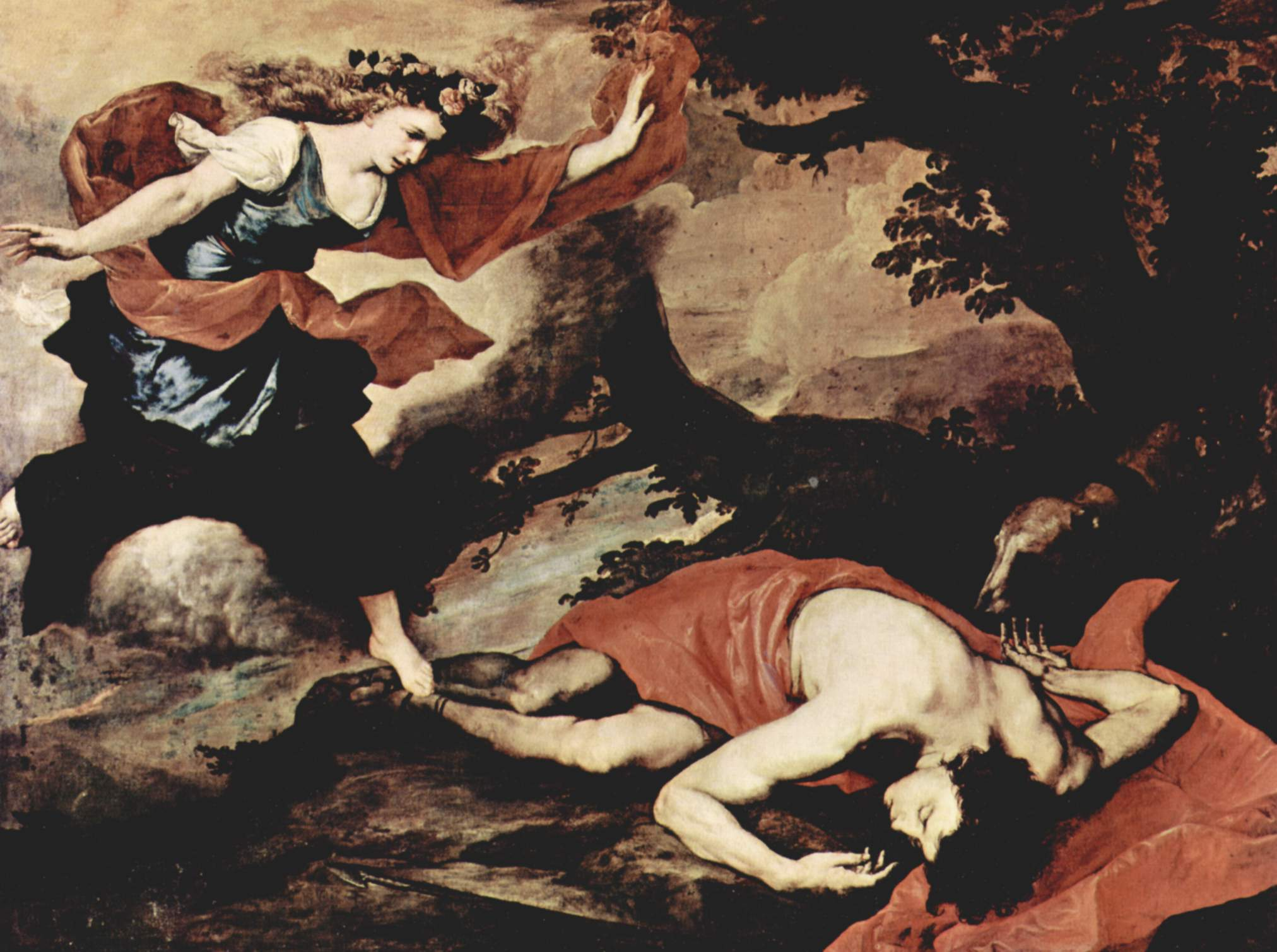
Venuše a Adonis – José de Ribera

Afrodita byla velmi pomstychtivá vůči každé ženě, co o sobě prohlašovala, že je krásnější než ona. Když se tedy kyperský král Kinyrás opovážil říct to o své dceři, Afrodita potrestala jak jeho, tak i dceru Myrrhu. Donutila dívku, aby se do svého otce zamilovala a pomilovala se s ním, když byl král opilý. Když Kinyrás zjistil, co se stalo, byl odhodlán Myrrhu zabít. Ale Afrodita jí před takovým osudem zachránila – proměnila ji ve strom.
Kinyrás ťal do něj a rozsekl ho vedví. Ze stromu pak vypadl malý chlapec, syn, kterého Myrrha s otcem zplodila. Afrodita jejich syna před králem ukryla a dala mu jméno Adonis. Bála se ho však vychovat sama, aby se opět nevzbudil rozruch pro její zálety. Proto chlapce svěřila do rukou Persefony, manželky Háda, krále podsvětí.
Když Adonis dospěl v muže, byly do něj obě ženy zamilovány. Ale nemohly se dohodnout na tom, která z nich si bude užívat jeho lásky. Proto případ přednesly Diovi. Nejvyšší bůh nakázal, aby Adonis trávil s každou z bohyň jednu třetinu roku. Zbylou třetinu měl mladík pro odpočinek od milování s náruživými milenkami. Když se ale Afroditě podařilo Adonise zlomit k tomu, aby zbylou třetinu věnoval jen ji, Persefona o mladíkovi řekla Áreovi, který byl rozzuřen, že Afrodita dává v posteli přednost jemu.
Áres ve vzteku Adonise zabil a jeho duši nechal uvrhnout do Tartaru. Ale zamilované ženy si nedaly pokoj a Afrodita na Diovi vymohla, aby mohl Adonis propast opouštět. Zimní pochmurné měsíce měl pak trávit s Persefonou, krásné letní dny si měl užívat s Afroditou. Takovou mocí Afrodita vládla.

### Paridův soud

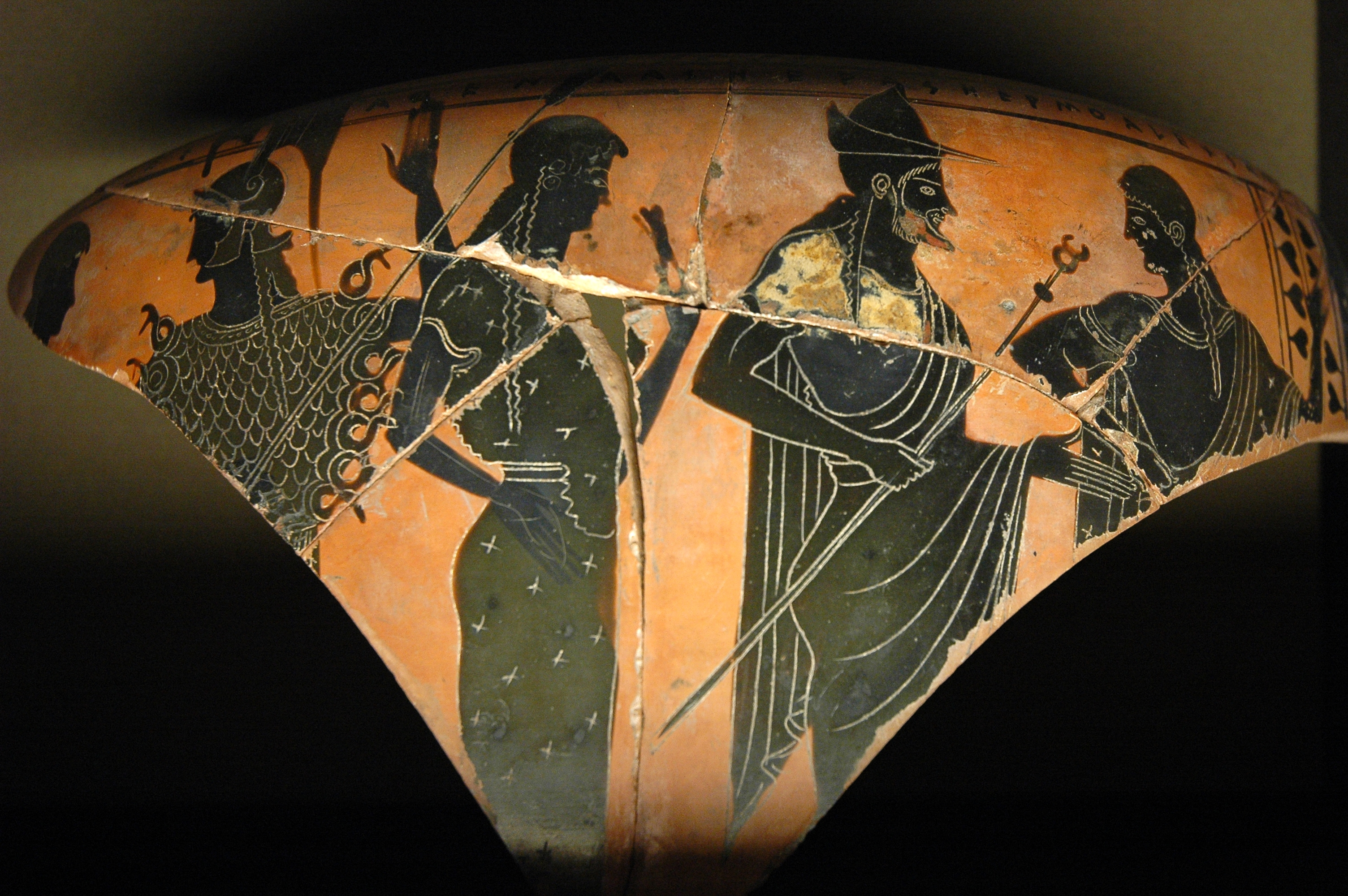
Paridův soud

Stalo se, že na velkolepou svatbu mořské bohyně Thetis a krále Pélea byli pozváni všichni bohové, bohyně, bůžci i polobozi. Jen jedna bohyně ne. Byla to nemilovaná bohyně sváru Eris. Hluboce dotčená tím, že na veselku nebyla pozvána, rozhodla se celému božstvu pomstít. A tak v průběhu svatby hodila před bohyni moudrosti Athénu, bohyni manželství a žárlivosti Héru a Afroditu zlaté jablko s nápisem Té nejkrásnější. Každá z trojice bohyň si na něj ihned začala dělat nárok. Každá věřila, že ona je nejkrásnější ženou na světě.
Hádka o jablko sváru neustávala. Héra, Athéna a Afrodita se nedokázaly shodnout a bezradní byli i ostatní bohové. Ale Hermés přišel s nápadem. Jejich krásu mohl posoudit jedině muž, co nikdy v životě nespatřil ženu. Ale kde takového najít? Hermés o jednom takovém věděl – byl jím trójský princ Paris, co svůj život prožil v horách s pastýři.
Hermés vzal jablko sváru a odvedl trojici bohyň za Paridem. Požádal ho pak, aby rozhodl, které z bohyň jablko náleží. Ale Paris byl krásou doslova oslepen, proto nebyl schopný volby. Bohyně využily jeho váhavosti a začaly ho svádět svými sliby. Héra Paridovi nabídla bohatství, Athéna princi slibovala slávu. Ale Afrodita mu jako jediná nabídla lásku. Lásku ženy tak krásné, jako samotné bohyně. Paris přijal Afroditinu nabídku a daroval jí jablko sváru.
Afrodita svůj slib splnila. Zavedla Parida do Sparty, odkud unesl Helenu, manželku krále Meneláa, dceru Dia a jeho milenky Lédy. Vrátil se s ní do Tróje, kde si nárokoval místo prince a Helenu hodlal pojmout za manželku. Ale zklamané bohyně Héra a Athéna nalezly společnou řeč v pomstě a chystaly pro milence hrozivé překvapení.

### Trojská válka

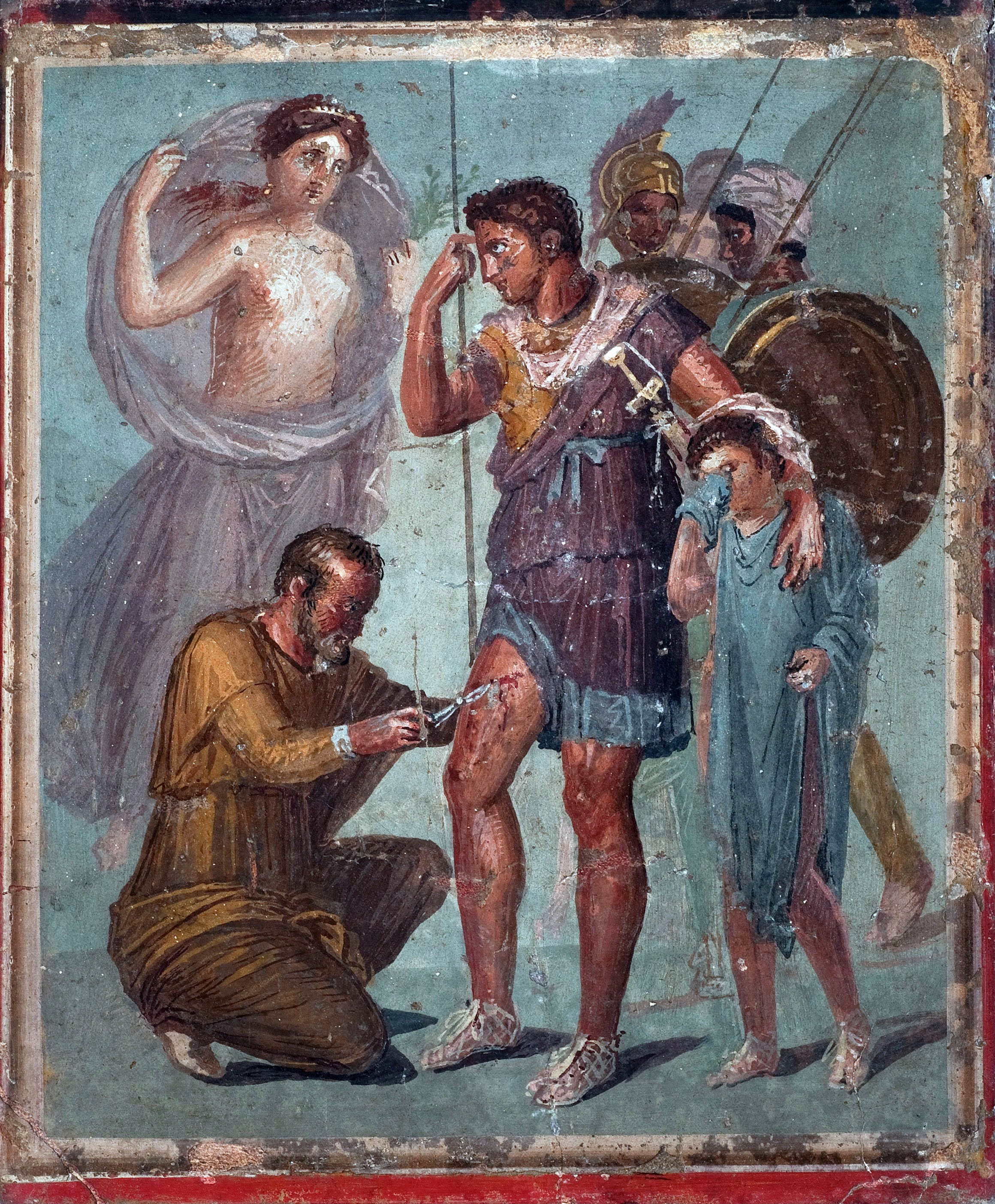
Iapyx odstraňuje Aeneovi hrot šípu z nohy za účasti Afrodity; malba z Pompejí

Meneláos podporovaný Hérou a Athénou požádal o pomoc svého bratra, mykénského krále Agamemnóna. Agamemnón vycítil příležitost získat velké bohatství, které Trója ukrývala, takže ihned započal válečné přípravy. Připojil se k němu ithacký král Odysseus, argoský vládce Diomédes, Aiás ze Salamíny, Patrokles, Achilleus a jiní. Vydali se k Tróji, kterou oblehli a začali ji dobývat.
Kvůli tvrdému odporu se ale obléhání protáhlo na deset let. Nebylo to ale jen díky obráncům, nýbrž i díky rozepři bohů. Konec vleklého sporu nadešel až tehdy, když Zeus dovolil bohům účastnit se bojů.
Někteří bohové, jako Apollón, který vedl Paridovu ruku, když vystřelil šípem po Achilleovi a přivodil mu tak smrt, stáli na straně Trójanů. Afrodita byla samozřejmě mezi nimi.
Válku ukončilo vnuknutí Odyssea od Athény, když mu poradila lest s trójským koněm. Když Poseidon připravil o život věštce Láokoóna, nestálo už Řekům při dobytí města nic v cestě. Trója padla. Řekové ji vydrancovali a vypálili. Jen malá hrstka přeživších z Tróje unikla. V jejich čela stál Aeneas, druhý nejmocnější obránce Tróje.

## Afroditos

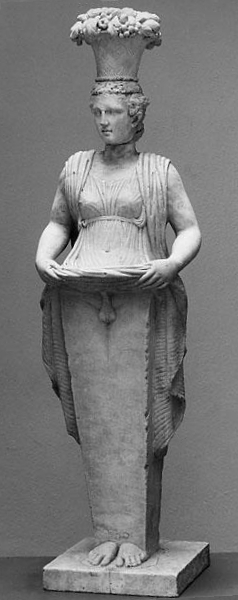
Herma zobrazující bohyni, která zvedá své šaty a odhaluje falus

Afroditos, starořecky Ἀφρόδιτος, byla mužská verze Afrodity, kterou lze spojit s falickými hermafroditními hermami. Nejznámější socha Afrodita se nacházela na Kypru, který byl centrem Afroditina kultu a to ve městě Amathus, který stále obývalo mnoho domorodců a Féničanů. Socha měla ženské šaty, ale držela v ruce žezlo a měla vous.
S Afroditem lze spojit postavu Hermafrodita, ale také mužský aspekt fénické Aštart a Afrodité Úranii, která se zrodila z Úranova penisu a byla spojována s homosexualitou. Podobá se mu také římská Venus Barbata (Vousatá Venuše), takzvaný Ódin z Lejre, který má ženské šaty, nebo lidová světice Starosta.